# Elina Druker
Elina Mari Druker, född 3 oktober 1970, är svensk litteraturvetare. Hon är professor vid Stockholms universitet och har främst forskat inom barnlitteratur, särskilt bilderboken, liksom litterär modernism. Druker är medlem i juryn för Litteraturpriset till Astrid Lindgrens minne. Hon är även redaktör för bokserien "Children's Literature, Culture and Cognition", John Benjamins förlag (Amsterdam).

## Priser och utmärkelser
- 2007 Stiftelsen Martha Sandwall-Bergströms författarfonds stipendium
- 2015 Children’s Literature Association, Edited Book Award för "Children’s Literature and the Avant-Garde"[3]
- 2017 International Research Society for Children's Literature (IRSCL), Edited Book Award för "Children’s Literature and the Avant-Garde"[4]